# Евфимия Глебовна
Евфимия Глебовна (1184 — ?) — дочь черниговского, каневского и белгородского князя Глеба Святославича и внука великого князя киевского Святослава Всеволодича, который в 1190-х годах поддерживал дружеские отношения с Византией.
В 1194 была сосватана византийскими послами за «царевича» — скорее всего, за Алексея — сына византийского императора Исаака II Ангела. Однако брак скорее всего не был заключен. Причиной же возможного заключения брака была цель Ангелов завязать более тесный союз с русскими князьями, так как Византия находилась в кризисе. По мнению ученых, это свидетельствует, что Святослава Всеволодовича уважали за рубежом.